# Сова бура
Сова́ бура (Strix leptogrammica) — вид птахів родини совових (Strigidae). Поширений у тропічних регіонах Азії.

## Поширення
Мешкає в прибережних лісистих районах і тропічних лісах від Індії та Шрі-Ланки до південно-західного Китаю та від М'янми до Малайзії, Суматри та Борнео. Його природним середовищем існування є тропічні ліси Борнео, густі тропічні ліси Індії, вічнозелені ліси Гімалайського хребта, лісисті рівнини та низинні ліси. Він також любить прибережні ліси та галерейні ліси вздовж водних шляхів. Досягає 2800 метрів над рівнем моря, зрідка 4000 метрів.

## Підвиди
Виділяють 14 підвидів:
- Strix leptogrammica bartelsi (Finsch, 1906) — Ява;
- Strix leptogrammica caligata (Swinhoe, 1863) — Хайнань, Тайвань;
- Strix leptogrammica chaseni Hoogerwerf & de Boer, 1947 — о. Белітунг (Індонезія);
- Strix leptogrammica indranee Sykes, 1832 — південь Індії;
- Strix leptogrammica laotiana Delacour, 1926 — південний Лаос і центральний В'єтнам;
- Strix leptogrammica leptogrammica Temminck, 1832 — Центральне та Південне Борнео;
- Strix leptogrammica maingayi (Hume, 1878) — Малайзія (півострів);
- Strix leptogrammica myrtha (Bonaparte, 1850) — Суматра;
- Strix leptogrammica newarensis (Hodgson, 1836) — Північна Індія, Непал, Бангладеш;
- Strix leptogrammica niasensis (Salvadori, 1887) — о. Ніас (Індонезія);
- Strix leptogrammica nyctiphasma Oberholser, 1924 — острови Баньяк  (Індонезія);
- Strix leptogrammica ochrogenys (Hume, 1873) — Шрі-Ланка;
- Strix leptogrammica ticehursti Delacour, 1930 — від М'янми до південно-східного Китаю, Таїланду, північного Лаосу та північного В'єтнаму;
- Strix leptogrammica vaga Mayr, 1938 — північне Борнео.

## Спосіб життя
Вид активний вночі. Харчується переважно рептиліями, дрібними птахами та дрібними ссавцями. Іноді також ловить рибу, особливо на Шрі-Ланці, де полює навіть у світлий час доби. Сезон розмноження починається в січні і закінчується в квітні. Гніздиться в дуплах дерев, на землі серед коріння вікових дерев, у скелястих ущелинах або на виступаючих скелях скель. Кладка зазвичай складається з 1-2 яєць, які призводять до народження пташенят через 29-30 днів.